# إبراهيم تانكو
إبراهيم تانكو (بالألمانية: Ibrahim Tanko)‏ (25 يوليو 1977 غانا - ) هو لاعب كرة قدم ألماني، يلعب كمهاجم، شارك في كأس الأمم الأفريقية 1996.

## مسيرته

### مسيرته مع المنتخبات الوطنية
- 1996 - 2004 لعب مع منتخب غانا لكرة القدم 10 مباريات.

### مسيرته مع الأندية
- 1992 - 1994 لعب مع نادي الملك فيصل 103 مباراة سجل خلالها 12 هدف.
- 1994 - 2000 لعب مع بوروسيا دورتموند 52 مباراة سجل خلالها 3 أهداف.
- 2001 - 2007 لعب مع نادي فرايبورغ 106 مباراة سجل خلالها 5 أهداف.

## روابط خارجية
- إبراهيم تانكو على موقع قاعدة بيانات كرة القدم.إي يو (الإنجليزية)
- إبراهيم تانكو على موقع بيانات كرة القدم. دي إي (الألمانية)
- إبراهيم تانكو على موقع ناشيونال فوتبول تيمز (الإنجليزية)
- إبراهيم تانكو على موقع عالم كرة القدم.نت (الإنجليزية)